# Cantone di Saint-Gervais-d'Auvergne
Il Cantone di Saint-Gervais-d'Auvergne era una divisione amministrativa dell'arrondissement di Riom.
È stato soppresso a seguito della riforma complessiva dei cantoni del 2014, che è entrata in vigore con le elezioni dipartimentali del 2015.
Comprendeva i comuni di
- Ayat-sur-Sioule
- Biollet
- Charensat
- Espinasse
- Gouttières
- Sainte-Christine
- Saint-Gervais-d'Auvergne
- Saint-Julien-la-Geneste
- Saint-Priest-des-Champs
- Sauret-Besserve

## Note

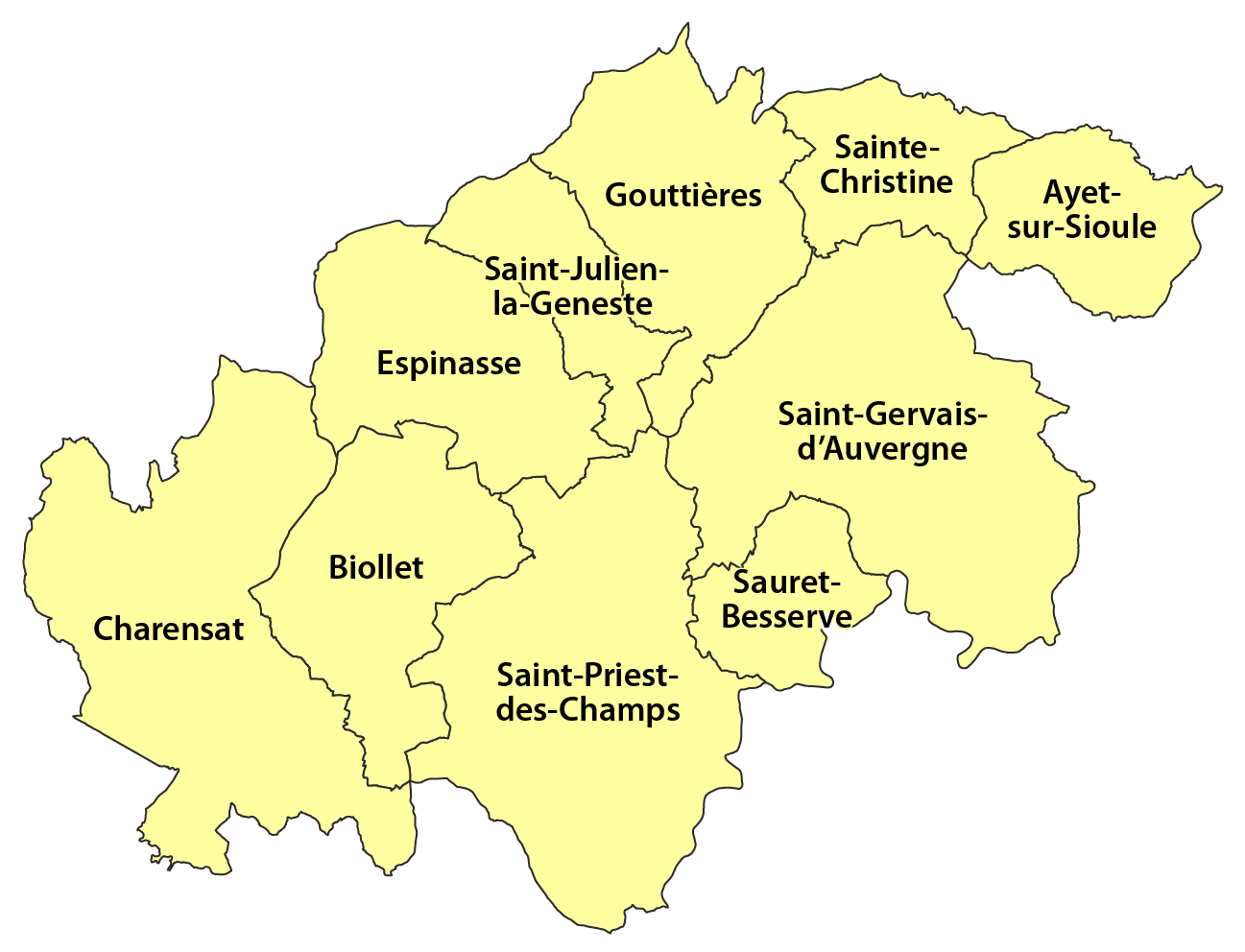
Suddivisione del cantone in comuni.